# Symvoulos (Fluss)
Der Symvoulos (griechisch Σύμβουλος) ist ein Fluss im Bezirk Limassol auf Zypern, der hauptsächlich in der Gemeinde Sotira liegt.

## Verlauf
Der Symvoulos entspringt südlich der Gemeinde Pano Kivides und verläuft zunächst in Richtung Süden bis Südwesten. Dabei durchfließt er die Gemeinden Souni-Zanakia und Sotira. Danach unterfließt er die A6 und fließt in den 1991 gebauten Symvoulos-Damm (auch Sotira Reservoir) und stürzt dann 37 Meter in die Tiefe. Ab hier verläuft er in südwestliche Richtung auf dem Gebiet der Gemeinde Sotira und unterfließt die B1. Kurz vor der Mündung in die Episkopi-Bucht im Mittelmeer fließt der Fluss in das Gemeindegebiet von Paramali.